# Вельч Вероніка Дмитрівна
Вероніка Дмитрівна Вельч (у першому шлюбі Круглашова, нар. 26 березня, Івано-Франківськ) – українська адвокатка, фахівчиня з корпоративних комунікацій та міжнародного лобізму, громадська активістка, кандидатка політичних наук. Виконавча директорка Amnesty International в Україні. Раніше - директорка з адвокації агенції Ridgely Walsh (США) та співкоординаторка Євромайдан SOS (Україна).
З початком повномасштабної війни в Україні, діє в інтересах України у Вашингтоні з метою підтримки та збільшення постачання озброєння Україні.

## Життєпис
Вероніка Вельч народилась в м. Івано-Франківськ. У 2009 закінчила з відзнакою Прикарпатський національний університет ім. Василя Стефаника.
У 2015 захистила кандидатську дисертацію у сфері міжнародних відносин на тему «Міжнародне спостереження за виборами на пострадянському просторі (Україна, Російська Федерація, Республіка Білорусь)» в Чернівецькому національному університеті імені Юрія Федьковича.
У 2018 здобула магістерський ступінь з міжнародної адвокації та стратегічних комунікацій Вищої школи політичного менеджменту Університету Джорджа Вашингтона.
Спеціалізація у сфері адвокації — країни Східної Азії та Південної Африки. Адвокаційні інтереси знаходяться на перетині технологій та прав людини.

## Професійна діяльність
Кар’єру розпочала як фахівчиня з виборчого законодавства. У 2013 році працювала кореспонденткою на українську службу Голосу Америки у Вашингтоні.
Під час Революції Гідності повернулась у Київ, де керувала комунікаціями Громадського руху ЧЕСНО. У 2015—2016 роках була співорганізаторкою національної кампанії ЧЕСНО з адвокації щодо політичної фінансової прозорості «Стеж за грошима». Зокрема, у рамках кампанії працювала з кандидатами на посаду міського голови Івано-Франківська у 2015 році.
З 2018 року займається корпоративними комунікаціями та очолює адвокаційну роботу в команді Джуліанни Ґловер, яку називають однією з найбільш впливових жінок Вашингтону. До клієнтів її агенції Ridgely Walsh відносять Tesla, SpaceX, Uber, Google, Oracle, eBay, Netflix, Microsoft тощо.
З початком повномасштабної війни в Україні, Вероніка розгорнула волонтерську адвокаційну роботу на підтримку України, її держави і громадянського суспільства. Агенція Ridgely Walsh, де Вероніка старша директорка з адвокації, також спрямувала свою професійну діяльність на підтримку своєї колеги та України. Кампанія з просування інтересів України своєю явною метою має підтримку та збільшення постачання озброєння Україні, лобіювалося зокрема постачання F-16, БПЛА, артилерії та бронетехніки. Для досягнення цієї мети агенція Ridgely Walsh провела низку заходів та контактів, а особисто Вероніка працювала над налагодженням контактів українських посадовців та громадських активістів із представниками медіа та уряду США. У квітні 2022, Вероніка організувала публікацію авторської статті міністра оборони України Олексія Резнікова у «Wall Street Journal».

## Наукова та громадська діяльність
Вероніка є старшою науковою співробітницею з питань національної безпеки та інновацій аналітичного центру ім. Джозефа Рейні (Rainey Center). Виступила експерткою з українських виборів для даного центру у питанні виборів президента України 2019 року.  
Учасниця Трансатлантичної Демократичної Робочої Групи.  
Входить до Наглядової ради канадської онлайн платформи Samizdat Online, яка бореться із пропагандою та забезпечує доступ громадян до інформації навіть в місцях з жорсткою цензурою.
Співкоординаторка громадського об’єднання Євромайдан SOS.

## Нагороди та визнання
У 2018 році отримала нагороду Марка та Деббі Кеннеді Frontiers of Freedom Award за значний внесок в розбудову демократії та захист прав людей.
У 2020 увійшла до списку перспективних молодих людей американської столиці за версією журналу Washington Life.

## Сім'я
Чоловік — Олег Сенцов (з 2022), український кінорежисер та громадський активіст.
Перший чоловік — Андрій Круглашов, політичний консультант, кандидат політичних наук, колишній координатор руху ЧЕСНО.
Діти — Лев (2012) та Дем'ян (2022).

## Вибрані публікації
- Velch, Veronika (2022). How is life in Ukraine?. Washington Examiner.

- Velch, Veronika (2021). TikTok vs Putin: An Unexpected Clash. RealClear Defense.

- Velch, Veronika (2021). Telegram: A Growing Social Media Refuge, for Good and Ill. Just Security.

- Velch, Veronika; Miskyi, Vadym (2020). Fighting Russia’s Disinformation Pandemic. RealClearWorld.

- Вельч, Вероніка (2020). Що відкривають хроніки коронавірусу: три питання про анонімність. Українська Правда.

- Hunt, Sarah; Velch, Veronika (2019). The Future of Data Privacy?. Protego Press.

- Вельч, Вероніка (2018). Білль про права людини в Інтернеті змінить світ. Економічна Правда.

- Круглашова, Вероніка (2015). Інститут міжнародного спостереження за виборами на пострадянському просторі та керівні принципи його діяльності. Історико-політичні проблеми сучасного світу. 29—30: 297—302.

- Круглашова, Вероніка (2011). Нормативно-правові засади функціонування інституту міжнародного спостереження за виборами в Російській Федерації. Історико-політичні проблеми сучасного світу. 23—24: 221—224.